# Gary Wiggins
Gary Wiggins, född den 20 november 1952 i Yallourn, död den 23 januari 2008 i Newcastle, New South Wales, var en australisk bancyklist som var professionell från 1978 till 1987. Han blev europeisk vintermästare i madison den 26 november 1984 med Tony Doyle och tillsammans vann de även Bremens sexdagars en dryg månad senare. På landsväg representerade han Australien vid världsmästerskapen vid fem tillfällen, men avbröt samtliga gånger.
Gary Wiggins skilde sig 1974 från sin dåvarande fru (med vilken han hade en dotter) och flyttade till Storbritannien för att livnära sig på cykling. 1979 gifte han sig på nytt och paret flyttade därefter till Gent, där de fick sonen Bradley (som bland annat blev världsmästare, olympisk guldmedaljör och vinnare av Tour de France). 1982 skilde paret sig och 1985 återvände Wiggins till Australien. Far och son möttes därefter bara vid ett tillfälle (Bradley besökte sin far i samband med OS i Sydney 2000).
2008 hittades Gary Wiggins medvetslös med huvudskador på en gata i Aberdeen, New South Wales och avled sedan på sjukhus i Newcastle. Omständigheterna kring dödsfallet blev ej uppklarade.

## Meriter
| 1983/1984 2:a i madison med Tony Doyle vid Europamästerskapen (dec.) 2:a i Rotterdams sexdagars (jan.) med Horst Schütz 1984/1985 Europamästare i madison med Tony Doyle (nov.) Vinnare av Bremens sexdagars (jan.) med Tony Doyle 2:a i Grenobles sexdagars (okt./nov.) med Ralf Hofeditz 2:a i Bremens sexdagars (nov.) med Tony Doyle 3:a i Paris sexdagars (nov.) med Danny Clark 3:a i Zürichs sexdagars (nov./dec.) med Tony Doyle 1985/1986 2:a i madison med Tony Doyle vid Europamästerskapen (dec.) 2:a i Launcestons sexdagars (mar.) med Donald Allan 3:a i Münchens sexdagars (nov.) med Tony Doyle | 1980 5:a i Omloop van de Vlaamse Scheldeboorden 9:a i Omloop van het Zuidwesten 10:a i Nationale Sluitingsprijs |